# Union des communistes en Bulgarie
L'Union des communistes en Bulgarie (en bulgare : Sayuz na Komunistite v Balgariya, SKB) est un parti politique communiste bulgare créé en 1995.

## Histoire
L'union des communistes en Bulgarie est formée en 1995 par d'anciens membres du Parti communiste bulgare (BKP) restés fidèles au marxisme des origines et à l'histoire du communisme bulgare. Son dirigeant principal est, de 2010 à 2013, Kostadin Chakarov, ancien conseiller de Todor Jivkov alors chef de l'État de la république populaire de Bulgarie. Son dirigeant actuel est Pavel Ivanov.

## Idéologie
L'idéologie du parti est basée sur  la lutte des classes et l'internationalisme.

## Résultats électoraux

### Élections législatives
| Année | Voix  | %    | Rang | Sièges  |
| ----- | ----- | ---- | ---- | ------- |
| 2013  | 6 168 | 0,17 | 23e  | 0 / 240 |